# Fadžr-3
Fadžr-3 (perzijski: "zora") iranski je balistički projektil srednjeg dometa (MRBM), s pretpostavljenima dometom od 2.000-2.500 km. Iranski dužnosnici su objavili kako projektil može izbjegavati radarsku detekciju i kako ima više nezavisnih bojnih glava koje mogu gađati različite ciljeve (sustav MIRV).
Revolucionarna garda otkrila je detalje projektila tijekom vojnih vježbi Veliki prorok 31. ožujka 2006. godine. General Hossein Salami na televiziji je objavio kako je "uspješno testiran novi projektil s poboljšanim tehničkim i taktičkim kapacitetima od prethodno proizvedenih modela". Također je dodao kako projektil može nositi tri bojne glave, od kojih se svaka u zadnjem stadiju leta neovisno jedna o drugoj kreće prema svom cilju. Nije precizirao domet projektila, koji može varirati ovisno o veličini i vrsti tereta bojne glave. 
Vojni analitičari smatraju kako je Fadžr-3 modificirana verzija Šahaba-3, s preinakama pogonskog goriva i bojne glave.